# شهرستان کومانچی (اکلاهما)
شهرستان کومانچی، اکلاهما (به انگلیسی: Comanche County, Oklahoma) شهرستانی در ایالات متحده آمریکا است که در اکلاهما واقع شده‌است.

## خصوصیات
شهرستان کومانچی ۲٬۸۰۷٫۵۶ کیلومترمربع مساحت دارد.